# Sun (band)
Sun is een Amerikaanse r&b-, soul-, disco- en funkband.

## Geschiedenis
Na te hebben getekend bij Capitol Records van Larkin Arnold, had Sun te kampen met het acute probleem van een niet-complete band. Het probleem zat hem in het ritmisch gedeelte, waarvoor Roger (gitaar, talkbox) en Lester Troutman (drums) ingehuurd werden om enkele studiosessies te doen om het album klaar te krijgen. De eerste single Wanna Make Love van het debuutalbum Live On, Dream On (1976) werd Suns eerste hit in de Billboard Hot 100 (#31, r&b-hitlijst).
Met het uitbrengen van hun tweede album Sun Power (1977) ontwikkelde Sun zich tot een tienkoppige structuur van multi-instrumentalisten en zangers die bestond uit Byron Byrd, John Hampton Wagner, Christopher D. Jones, Hollis Melson, Dean Hummons, Kym Yancey, Shawn Sandridge, Bruce Hastell, Gary King en Ernie Knisley. Het album bevatte ook Conscience, Time is Passing en het instrumentale nummer We're So Hot, dat gebruikt werd in sportprogramma's. Time is Passing werd gebruikt en gesampled door veel rap-artiesten, waaronder Dr. Dre. Hun vijfde album heette Sun Over The Universe (1980).

## Bezetting

### Oorspronkelijke bezetting
- Byron M. Byrd (tenorsaxofoon, keyboards, zang)
- Kym Yancey (drums)
- John Wagner (trompet, zang)
- Chris Jones (trompet, zang)
- Hollis Melson (basgitaar, zang)
- Shawn Sandridge (gitaar)
- Roger Troutman speelde gitaar en talkbox op de eerste SUN-lp Live On, Dream On (1976)
- Lester Troutman speelde drums op de eerste SUN-lp Live On, Dream On (1976)

### Voormalige leden en sessie-muzikanten
- Byron Byrd (saxofoon, basgitaar, keyboards, zang)
- Christopher Jones (trompet, xylofoon, zang)
- John Wagner (trompet, trombone, zang)
- Hollis Melson (basgitaar, zang)
- Dean Hummons (keyboards, saxofoon)
- Shawn Sandridge (gitaar, zang)
- Kym Yancey (drums, zang)
- Curtis Hooks (basgitaar)
- Sonnie Talbert (keyboards)
- Dean Francis (keyboards, drums, zang)
- Keith Cheatham (gitaar, zang)
- Don Taylor (basgitaar, zang)

- Anthony Thompson (gitaar, zang)
- Sheldon Reynolds (gitaar, zang)
- Teddy Wilburn III (drums)
- 'Drac' (Slave) (gitaar)
- Roger Troutman (gitaar, basgitaar, talkbox)
- Lester Troutman (drums, percussie)
- Tony Allen (basgitaar)
- Roger Parker (drums)
- Breck Bombeck (gitaar)
- Thomas Black (gitaar)
- Bruce Hastell (gitaar)
- Larry Houston (keyboards)

- Ernie Knisley (percussie, achtergrondzang)
- Gary King (trombone, achtergrondzang)
- Nigel Bolton (trompet)
- Robert Arnold (trompet, achtergrondzang)
- Andre Butler (trompet)
- Robert 'Mitch' Kinney (drums)
- Raymond Moss (trompet)
- Joey Lobo (drums)
- Pete Lemarr (keyboards, basgitaar, zang)
- Donovan Blackwood (percussie, zang)
- Alfie Harrison (gitaar, zang)
- Alfred Holbrook (keyboards, trompet, zang)

## Discografie
- 1976: Wanna Make Love
- 1977: Sun Power
- 1978: Sunburn
- 1979: Destination Sun
- 1980: Sun Over the Universe
- 1981: Force of Nature
- 1982: Let There Be Sun
- 1984: Eclipse